# Parapoynx bilinealis
Parapoynx bilinealis là một loài bướm đêm trong họ Crambidae.